# سكوت هوبسون
سكوت هوبسون (بالإنجليزية: Scott Hobson)‏ هو لاعب هوكي الحقل نيوزيلندي، ولد في 7 أبريل 1967.

## وصلات خارجية
- سكوت هوبسون على موقع الاتحاد الدولي للهوكي (الإنجليزية)
- سكوت هوبسون على موقع اللجنة الأولمبية الدولية (الإنجليزية)
- سكوت هوبسون على موقع أوليمبيديا (الإنجليزية)
- سكوت هوبسون على موقع اللجنة الأولمبية النيوزيلندية (الإنجليزية)